# Terzan 9
Terzan 9 (Ter 9) – gromada kulista znajdująca się w odległości około 23 100 lat świetlnych od Ziemi w kierunku konstelacji Strzelca. Została odkryta w 1971 roku przez Agopa Terzana.
Terzan 9 znajduje się 3600 lat świetlnych od jądra Drogi Mlecznej.